# Øst
Øst er en af de fire kompasretninger. Den modsatte kompasretning er vest. Ordet er beslægtet med de norrøne ord aurora (morgenrøde) og aurum (guld) som er en reference til solopgangen. Øst forkortes med bogstaverne Ø, O (tidligere blev ordet stavet ost) eller E (engelsk). Øst er modsat retning af vest og er vinkelret på nord og syd.
Øst var fra oldtiden det verdenshjørne, man orienterede sig ud fra. De første landkort havde af samme grund øst opad. Det betød, at solsiden (syd) befandt sig på den "rette", dvs. den højre side.
Øst er retningen Jorden roterer om sin egen akse. Derfor er det også i den retning, at man ser solopgangen ved jævndøgn eller hele året, når solopgangen observeres på ækvator.
Kirker har som regel koret vendt mod øst, og tidligere ønskede mange at blive begravet således at kistens hovedende vendte mod det, der regnes for den hellige retning. Samme orientering mod øst ses også i den buddhistiske tradition, fx i ikonerne for de fem dhyanibuddhaer.
Traditionelt har man anvendt ordet Østen om de dele af verden, der er beliggende som er øst for Europa, dvs. Asien. Mellemøsten er den del af Asien, der er nærmest Europa. Det fjerne østen er landene i Asien længst øst for Europa, hovedsagelig Kina, Japan og Korea.
I Europa er Østeuropa ofte betegnelsen for de lande, der tidligere lå bag Jerntæppet. I Norge er Østlandet en af Norges fem landsdele.

## Eksterne links
| Geografi/geologi | Spire Denne artikel om geografi er en spire som bør udbygges. Du er velkommen til at hjælpe Wikipedia ved at udvide den. |